# Béning-lès-Saint-Avold
Béning-lès-Saint-Avold település Franciaországban, Moselle megyében. Lakosainak száma 1133 fő (2022. január 1.). Béning-lès-Saint-Avold Betting, Cocheren, Farébersviller és Seingbouse községekkel határos.

## Népesség
A település népességének változása:
| Lakosok száma | 1203 | 1368 | 1231 | 1222 | 1245 | 1147 | 1140 | 1146 | 1145 | 1133 |
|               | 1968 | 1982 | 1999 | 2006 | 2011 | 2015 | 2017 | 2018 | 2020 | 2022 |